# Ємець Федір Костьович
Фе́дір Ко́стьович Є́мець (*1894, с. Жаборівці, тепер смт. Шарівка Богодухівського району Харківської області — †після 1976, Каракас) — український скульптор.

## Біографічні дані
Брат Василя Ємця.
Виїхав з України у роки Першої світової війни
1929 закінчив академію мистецтв у Берліні. Згодом у цій академії був асистентом і професором.
Від 1945 жив і працював в Австрії. 1947 року у Зальцбурзі заснував власну школу пластичного мистецтва, і до 1948 року вже мав близько десятьох учнів.
Опісля жив у Венесуелі понад 25 років. Помер у Каракасі.

## Творчість
Спеціаліст у відливанні з бронзи. Серед інших монументальні твори «Танець», «Купіль», «Сплячий лев». Представник українського романтизму в новій формі («Невільник»). Твори «Мати», «Отаман при сконі» мають вплив готики.
У 1926 році на міжнародній конференції СІЕ у Празі був нагороджений відзнакою СІЕ як переможець конкурсу, на який було надіслано понад 250 робіт.
Український історик мистецтва Дмитро Антонович так охарактеризував творчість Ємця: «В Берліні працює український скульптор Федір Ємець. Це головним чином майстер бронзи та взагалі твердого металу. Ємець бронзу не тільки відливає, а й кує та карбує; твори його суворі, тверді, але виразні у формі. В нього навіть голова дитини виглядає як металева брила з виразними й енергійно викуваними пластичними формами».

## Електронні джерела
- Дмитро Антонович. Українська скульптура [Архівовано 14 травня 2013 у Wayback Machine.]

## Виноски
1. ↑  Наріжний С. Українська еміграція: Культурна праця української еміграції між двома світовими війнами. — Ч. І.(Вид. 2-г, репринтне) / Симон Наріжний, відп. ред. О. Купчинський. / — Львів–Кент–Острог, 2008. — 372 с.